# God Told Me to Skin You Alive
A God Told Me to Skin You Alive („Isten azt mondta, hogy nyúzzalak meg élve”) egy kollázsalkotás, melyet Winston Smith készített.
A kép közepén az Arnolfini házaspár férfi alakja látható. Három koponya van a kép különböző pontjain, egy kerékpározó és egy labdán egyensúlyozó majom, egy tatu valamint több női és férfi alak.
A képet a Green Day együttes is felhasználta az Insomniac című nagylemeze borítóján. A jobb felső sarokban található fogorvos pedig a Dead Kennedys Plastic Surgery Disasters albumának belső oldalán szerepelt.
A Green Day verziója némileg eltér az eredetitől. A képen akusztikus gitárt tartó nő ott ugyanis Billie Joe Armstrong kék  Stratocasterét tartja.

## Fordítás
- Ez a szócikk részben vagy egészben  a   God Told Me to Skin You Alive című angol Wikipédia-szócikk fordításán alapul.  Az eredeti cikk szerkesztőit annak laptörténete sorolja fel. Ez a jelzés csupán a megfogalmazás eredetét és a szerzői jogokat jelzi, nem szolgál a cikkben szereplő információk forrásmegjelöléseként.

## Külső hivatkozások
- A kép a fine-art.com honlapon